# Phêrô Shirayanagi Seiichi
Phêrô Shirayanagi Seiichi (ペトロ 白柳 誠一 17 tháng 6 năm 1928 – 30 tháng 12 năm 2009) là một hồng y người Nhật Bản của Giáo hội Công giáo Rôma. Ông từng đảm nhiệm vị trí Tổng giám mục Tokyo trong suốt khoảng thời gian ba mươi năm từ năm 1970 đến năm 2000. Ông cũng từng đảm nhiệm vị trí Chủ tịch Hội đồng Giám mục Nhật Bản từ 1983 đến 1992.

## Tiểu sử
Hồng y Shirayanagi sinh ngày 17 tháng 6 năm 1928 tại Hachioji, Nhật Bản. Sau quá trình tu học khá dài theo Giáo luật Công giáo, ngày 21 tháng 12 năm 1954, Phó tế Shirayanagi được thụ phong chức linh mục cho Tổng giáo phận Tokyo.
Ngày 15 tháng 3 năm 1966, Tòa Thánh loan báo tin chọn linh mục Peter Seiichi Shirayanagi, lúc ấy chưa tròn 38 tuổi, làm Giám mục Hiệu tòa Atenia, Giám mục Phụ tá cho Tổng giáo phận Tokyo. Lễ tấn phong cho tân giám mục đã được cử hành sau đó vào ngày 8 tháng 5. Các giáo sĩ tham gia trực tiếp vào nghi thức gồm có chủ phong Mario Cagna, Sứ thần Tòa Thánh tại Nhật Bản. Hai vị phụ phong gồm có giám mục Laurentius Satoshi Nagae, giám mục chính tòa Giáo phận Urawa và Giám mục Lucas Katsusaburo Arai, chính tòa Giáo phận Yokohama. Tân giám mục chọn khẩu hiệu cho mình là Caritas Christi urget nos.
Ngày 15 tháng 11 năm 1969, Tòa Thánh gây ngạc nhiên khi loan báo tin quyết định bổ nhiệm Giám mục Shirayanagi làm Tổng giám mục Phó Tổng giáo phận Tokyo, với chức danh Tổng giám mục Hiệu tòa Castro di Puglia. Nừa năm sau, ngày 21 tháng 2 năm 1970, ông kế nhiệm trở thành Tổng giám mục chính tòa Tokyo. Từ năm 1983 đến năm 1992, ông còn kiêm nhiệm thêm chức danh Chủ tịch Hội đồng Giám mục Nhật Bản.
Trong Công nghị Hồng y năm 1994 cử hành ngày 26 tháng 11, Giáo hoàng Gioan Phaolô II công bố việc chọn lựa và vinh thăng Tổng giám mục Shirayanagi tước vị Hồng y nhà thờ Santa Emerenziana a Tor Fiorenza.
Ngày 17 tháng 2 năm 2000, Tòa Thánh thông báo chấp thuận cho Hồng y – Tổng giám mục Tokyo Peter Seiichi Shirayanagi về hưu, theo giáo luật về tuổi tác. Ông qua đời ngày 30 tháng 12 năm 2009, hưởng thọ 81 tuổi.
Các chuyến viếng thăm đến Tòa Thánh của Hồng y Shirayanagi bao gồm là Công nghị phong tước Hồng y cho ông vào năm 1994 và Mật nghị Hồng y 2005, mật nghị chọn Giáo hoàng Biển Đức XVI.